# Kargasok
Kargasok (ros. Каргасок, z selkupskiego niedźwiedzi cypel) – miejscowość w Rosji.
Położona na Nizinie Zachodniosyberyjskiej w obwodzie tomskim na lewym brzegu rzeki Ob 427 km na zachód od Tomska. Liczba mieszkańców:  8,5 tys. (2003).